# Министерство экономики, экологии и сельского хозяйства Украины
Министерство экономики, экологии и сельского хозяйства Украины (укр.  Міністерство економіки, екології та сільського господарства України) — государственный орган исполнительной власти Украины, деятельность которого направляется и координируется Кабинетом министров Украины. Министерство возглавляет министр экономики, экологии и сельского хозяйства Украины, которого назначала на должность Верховная Рада Украины в установленном законодательством порядке.
Формирует и реализует государственную политику в сфере экономики и торговли. Также на него возлагаются функции по реализации государственной регуляторной политики, государственной политики по вопросам развития предпринимательства (кроме вопросов регистрации юридических лиц и физических лиц — предпринимателей), регулирование ценовой политики.
В разные времена министерство носило разные названия: Министерство экономики и по вопросам европейской интеграции Украины, Министерство экономического развития и торговли Украины, Министерство развития экономики, торговли и сельского хозяйства Украины.
16 июля 2025 года министерства экономики, аграрной политики и продовольствия, охраны окружающей среды и природных ресурсов были объединены в единое Министерство экономики, экологии и сельского хозяйства.

## Функции
Министерство входит в систему центральной исполнительной власти Украины и является главным органом по формированию и обеспечению реализации государственной политики экономического и социального развития, ценовой, промышленной, инвестиционной, внешнеэкономической политики, государственной политики в сфере торговли, региональной политики, политики по вопросам развития предпринимательства, технического регулирования и защиты прав потребителей, а также межведомственной координации по вопросам экономического и социального сотрудничества Украины с Европейским Союзом.
Минэкономразвития Украины было специально уполномоченным органом в сфере государственных закупок, метрологии, по вопросам государственно-частного партнёрства, оборонного заказа.

## Задачи
Основными задачами министерства являются формирование и обеспечение реализации:
- государственной политики экономического и социального развития;
- государственной ценовой политики;
- государственной промышленной политики, научно-технической политики в промышленности;
- государственной политики в сфере торговли;
- государственной региональной политики;
- государственной политики в сфере технического регулирования (стандартизации, метрологии, сертификации, оценки (подтверждения) соответствия, аккредитации органов по оценке соответствия, управления качеством);
- государственной политики в сфере государственных закупок, государственного заказа;
- политики в сфере государственно-частного партнёрства;
- государственной политики в сфере государственного рыночного надзора;
- государственной политики в сфере торговли и бытовых услуг;
- государственной политики по вопросам экономического и социального сотрудничества Украины с ЕС;
- единой внешнеэкономической политики, политики интеграции национальной экономики Украины в мировую экономику, сотрудничества с ВТО;
- государственной политики в сфере сотрудничества с международными финансовыми организациями и по вопросам привлечения международной технической помощи,

формирование государственной политики:
- в сфере защиты прав потребителей;
- в области статистики (руководствуясь принципами профессиональной независимости и самостоятельности органов государственной статистики в части разработки и утверждения нормативно-правовых актов в области статистики);
- в вопросах развития предпринимательства, государственной регуляторной политики, лицензирования, разрешительной системы, надзора (контроля) в сфере хозяйственной деятельности;
- по вопросам государственного экспортного контроля;
- в сфере инвестиционной деятельности и управлению национальными проектами (стратегически важными проектами, которые обеспечивают технологическое обновление и развитие базовых отраслей реального сектора экономики Украины);
- по вопросам эффективного использования топливно-энергетических ресурсов, энергосбережения, возобновляемых источников энергии и альтернативных видов топлива;
- в сфере государственного материального резерва;
- в сфере управления объектами государственной собственности (в том числе корпоративными правами государства),

а также:
- обеспечение нормативно-правового регулирования во всех вышеупомянутых сферах;
- реализация в пределах своих полномочий государственной экономической политики в сфере обороны и безопасности;
- усовершенствование в пределах своих полномочий инструментов, процедур и стандартов деятельности органов государственной исполнительной власти.

## Подчинённые органы
Министерству экономики Украине подчинены три государственных службы и одно агентство:
- Государственная служба экспортного контроля Украины
- Государственное агентство резерва Украины[укр.]
- Государственная служба Украины по вопросам безопасности пищевых продуктов и защиты потребителей[укр.]
- Государственная служба Украины по вопросам труда[укр.]

## История

### Госплан
Становление системы планового управления украинской экономикой началось из создания в декабре 1921 года Государственной плановой комиссии (Госплана) Совета Министров УСРР (с 1937 года — УССР).
В 1928 году разработаны «Основные положения программ составлению пятилетнего плана развития народного хозяйства СССР».
В 1929—1930 годах было введено экономическое районирование страны. В 1941 — 1945 годах квартальные, месячные и декадные планы стали основной формой планирования военной экономики.
Период 1945—1955 характеризовался восстановлением народного хозяйства и дальнейшее развитие тяжёлой индустрии.

### Экономика Украины как составная часть единого народнохозяйственного комплекса СССР
- 1965 — экономическая реформа, направленная на повышение эффективности общественного производства.
- 1980-е годы — торможение экономического развития.
- В марте 1985 началась «Перестройка».

### в независимой Украине
- В мае 1991 года Законом Украинской ССР было создано Министерство экономики, вошедшее в состав Кабинета Министров Украинской ССР и ставшее правопреемником Государственного комитета УССР по экономике и Государственного комитета СССР по материально-техническому обеспечению. Усилия Министерства были направлены на формирование законодательного поля хозяйственного механизма суверенного государства.
- В 1992 года началась широкомасштабная либерализация. В 1995—1999 годах был выбран курс на рыночные преобразования, формирование рычагов форм государственного управления в условиях развития рыночных институтов.
- В декабре 1999 года создано де-факто новое Министерство экономики Украины на базе существующего Министерства экономики, Министерства внешних экономических связей и торговли, Государственного инвестиционно-клирингового комитета, Национального агентства по вопросам развития и европейской интеграции, Государственной службы экспортного контроля и Агентства по вопросам специальных (свободных) экономических зон.
- 21 августа 2001 года Указом президента Украины[2] министерство было переименовано в Министерство экономики и по вопросам европейской интеграции Украины.
- В апреле 2005 года Указом президента Украины Министерство экономики и по вопросам европейской интеграции Украины переименовано в Министерство экономики Украины.
- 9 декабря 2010 года Указом президента Украины Министерство экономики Украины переименовано в Министерство экономического развития и торговли Украины.
- 29 августа 2019 года реорганизовано в Министерство развития экономики, торговли и сельского хозяйства Украины.
- 20 мая 2021 года реорганизировано в Министерство экономики Украины.